# Chiesa di San Giovanni Battista (Baños de Cerrato)
La chiesa di San Giovanni Battista di Baños de Cerrato (San Juan de Baños) è una chiesa nella località di Baños de Cerrato (antica Balneos), appartenente al municipio di Venta de Baños, nella provincia spagnola di Palencia.

## Storia
In epoca romana la fertile valle del fiume Pisuerga era occupata da ville private ed era una zona di produzione del grano. La chiesa fu commissionata, presso la confluenza del fiume Pisuerga nel fiume Carrión dal re visigoto Reccesvindo e consacrata con una solenne cerimonia il 3 gennaio 661.
Secondo la tradizione il re Reccesvindo, di ritorno da una campagna vittoriosa contro il condottiero basco Fruela aveva sostato nel villaggio a causa di una indisposizione. Guarito dopo aver bevuto l'acqua di una fonte nel luogo dove erano state delle terme romane, attribuì il risanamento ad un miracolo, in ringraziamento del quale decise di erigere sul luogo una chiesa, dedicata a san Giovanni Battista.
La chiesa venne costruita come fondazione regia sotto il controllo dei vescovi di Palencia e costituisce la più antica chiesa visigota giunta fino a noi. Conserva l'originaria iscrizione dedicatoria, incisa in lettere capitali sopra l'arco trionfale. Lo stesso testo è riportato anche in un codice del X secolo, a sua volta copiato da un manoscritto di Toledo risalente al VII secolo. L'iscrizione è datata all'anno 699 dell'era ispanica (che parte dal 38 a.C.).
Gli scavi condotti nel 1956 e nel 1963 hanno riportato alla luce una necropoli di 58 tombe, collocata a nord-ovest della chiesa, che ha restituito alcuni oggetti di metallurgia del VII secolo (due fibbie di cintura a forma di lira e un oggetto liturgico).

## Descrizione
La facciata presenta un portale sporgente, con arco a ferro di cavallo tipicamente visigoto (rialzato di circa un terzo) e con estradosso e intradosso non paralleli tra loro. Nella chiave di volta sono intagliati una croce e un clipeo con busto; la decorazione riprende motivi presenti nell'oreficeria visigota, come i cerchi intersecantesi presenti anche nella corona di Reccesvindo (tesoro di Guarrazar).
Sulla facciata si possono anche osservare, verso destra, frammenti decorativi di un edificio precedente, reimpiegati nella muratura.
L'interno è a tre navate, coperte da un tetto ligneo e separate da archi visigoti su colonne con fusti di marmo di reimpiego di diverse qualità e colorazioni. Uno solo dei capitelli è un originale corinzio romano, mentre gli altri sono imitazioni eseguite all'epoca della costruzione della chiesa.
Ciascuna navata in origine terminava in un'abside, di cui solo quella centrale è tuttora conservata. In una trasformazione successiva vi fu aggiunto una sorta di transetto, costituito da tre cappelle rettangolari disposte a croce, per la cui costruzione furono eliminate le absidi laterali.
La decorazione dell'arco trionfale presenta di nuovo una croce intagliata sulla chiave di volta ed è sormontato da una lapide in marmo con l'iscrizione dedicatoria.
Le transenne delle finestre sono di restauro, ad eccezione di una di quelle dell'abside.
La spianata antistante fu un'aggiunta dei restauri del XIX secolo.
Secondo la tradizione nella chiesa si trovava una scultura in alabastro raffigurante il santo titolare, datata al IV secolo, che venne rotta in due frammenti dai soldati francesi nel 1808.

## Fonte
Nei pressi della chiesa si trova la fonte alla quale secondo la tradizione avrebbe bevuto il re Reccesvindo. Nei pressi di essa venne rinvenuto un altare dedicato alle Ninfe, attualmente conservato nel Museo Arqueológico Nacional de España di Madrid.
Due archi a ferro di cavallo visigoti danno accesso alla sorgente, che conserva resti della vasca che si utilizzava per bagnarsi.